# 5996 Julioangel
5996 Julioangel è un asteroide della fascia principale. Scoperto nel 1983, presenta un'orbita caratterizzata da un semiasse maggiore pari a 2,5572107 UA e da un'eccentricità di 0,1329212, inclinata di 15,43273° rispetto all'eclittica.
L'asteroide è stato così denominato in onore dell'astronomo uruguaiano Julio Ángel Fernández.